# Chanatip Sonkham
Chanatip Sonkham, född den 1 mars 1991, är en thailändsk taekwondoutövare.
Hon tog OS-brons i flugviktsklassen i samband med de olympiska taekwondo-turneringarna 2012 i London.